# Ganzhinski
Ganzhinski (del ruso: Ганжинский) es un posiólok del raión de Beloréchensk del krai de Krasnodar, en Rusia. Se sitúa a orillas del Ganzha 3, tributario por la izquierda del río Bélaya, afluente del río Kubán, 23 km al noroeste de Beloréchensk y 55 km al sureste de Krasnodar, la capital del krai. Tenía 131 habitantes (2007).
Pertenece al municipio Pervomáiskoye.